# Amphinema rugosum
Amphinema rugosum är en nässeldjursart som först beskrevs av Mayer 1900.  Amphinema rugosum ingår i släktet Amphinema och familjen Pandeidae. Arten är reproducerande i Sverige. Inga underarter finns listade i Catalogue of Life.